# „VÖLGY-HÍD” Természetvédelmi Alapítvány
A „VÖLGY-HÍD” Természetvédelmi Alapítvány egy 2014 tavaszán bejegyzett, Fejér vármegyei civil szervezet. Székhelye Pátka településen van. 

## Tevékenységi területei
Három oszlopa van, ezek jelentik a szervezet fő tevékenységeit:
- Természetvédelem: az alapítvány helyi természetvédelmi területek őrzési, kezelési feladatait látja Székesfehérváron, aktívan részt vesz új védett területek kijelölésében, megalapításában.
- Madárvédelem: madarakat segítő berendezések (odvak, költőládák) kihelyezése, karbantartása, téli madáretetés népszerűsítése
- Oktatás, szemléletformálás: előadások, rendhagyó iskolai órák, vezetett túrák mellett az alapítvány kiadványok megjelentetésével is foglalkozik. Kiadója a kisKÓCSAG Fejér megyei ökológiai és természetvédelmi évkönyvnek.

## Az alapítvány fontosabb akciói
- Gyöngybagolyvédelem (2014 - ): Kezdetben egyházi épületekbe kerültek ki költőládák, azóta más helyszíneken végzünk fajvédelmet (pl. öreg épület padlása).
- Székesfehérvári magbörze (2015 - 2017): A székesfehérvári kertbarátokkal közös januári magcserebere.
- "fecskebarát Fehérvár" (2016 - ): Ma is zajló program. Kezdetben a cél a városban megmaradt füsti- és molnárfecskepárok, illetve a rájuk vigyázó háztulajdonosok felkutatása volt,[1] emellett több éve koordinálja a városi épületekre a mű fecskefészkek kihelyezését.[2]
- Országos fecskefelmérés (2017): iskolák részére meghirdetett felmérés; a három legtöbb felmért párt produkáló település (Nagyhegyes, Szolnok-Szandaszőlős, Doboz) elnyerte a fecskebarát település címet.
- Isten éltesse a Boglárkákat! - augusztusi lepketúra (2017 - ): Ma is évente megrendezésre kerül az augusztus 1-hez (Boglárka névnap) közeli szombaton Székesfehérvár belterületi láprétjein az a séta, melynek célja a védett hangyaboglárkák és a láprétek más érdekes lakóinak megismertetése.[3]
- Fecskés rajzpályázat óvodásoknak, iskolásoknak (2017): A Pusztaszabolcsi Agrár Zrt-vel közös rajzpályázat, melynek tematikája a fecskék és az állattartás kapcsolata, illetve a fecskék vándorútja volt. A legjobb rajzok készítői jutalmat kaptak, a munkákból kiállítás is volt Székesfehérváron, illetve Sárbogárdon.
- Az aba-felsőszentiváni Sóstó élőhelykezelése (2018 - ): Az országosan védett szikes tó partján növő idegenhonos fásszárúak, illetve a nád kéziszerszámos visszaszorítása.
- Egy tanév a fecskékért (2018-2019): Iskolák számára kiírt program, melynek célja a fecskék alaposabb megismer(tet)ése.
- Gazdákkal a vércsékért, vércsékkel a gazdákért (2019, 2023): Eddig kétszer került meghirdetésre; vércseládákat kapnak a gazdálkodók, hogy a mezei pocok ellen környezet- és természetbarát módszerrel védekezhessenek.[4]
- Fejér Megyei Természetvédő Találkozó (FETA) szervezése (2022 - ): Évente két alkalommal megszervezett találkozó, ahol állami és civil természetvédők beszélik meg a megyei feladatokat, problémákat, megoldási lehetőségeket.
- A sárszentágotai Sóstó kitakarítása (2022 - 2023): Több tonnányi gumiabroncs összegyűjtése, elszállítása és biztonságos elhelyezése[5]
- Ürgevédelem (2022 - ): Ürgék engedéllyel történő áttelepítésében való részvétel[6]

## Kiadványok
- Szűzvártól a Tikmony-völgyig - Pátka természeti kincsei (2019)[7]
- Csókakőtől Daruhegyig - Fejér megye madárvilága (2020)[8]
- kisKÓCSAG Fejér megyei ökológiai és természetvédelmi évkönyv (2021 - )

## Díjai
- Miniszteri elismerő oklevél (2021)[9]
- Arany Falevél díj (2022)[10]